# Hypsibius dujardini
Hypsibius dujardini — вид беспозвоночных животных класса настоящих тихоходок. Видовое название дано в честь французского зоолога Феликса Дюжардена (1801—1860).
Длина тела составляет 220—300 мкм. Этот вид тихоходок является космополитом. Живёт на поверхности почвы, предпочитает влажные, затенённые места, поросшие мхом. Питается главным образом бактериями.
Как и другие виды тихоходок относится к экстремофилам — животным, которые могут переносить экстремальные условия существования. В частности, переносит очень высокую температуру — более 100 °C, а также очень низкую — даже близкую к абсолютному нулю. Устойчив к рентгеновскому излучению до уровня близкого 570000 рентген. Может переносить почти полное обезвоживание. В экстремальных условиях образует стадию эндоспоры, во время которой метаболизм снижается.
Размножается путём партеногенеза. В эксперименте было получено несколько партеногенетических поколений Hypsibius dujardini, которые нормально развивались и жили.
Геном Hypsibius dujardini был расшифрован путём секвенирования. Выяснилось, что эти животные имеют компактный геном и период размножения около 13—14 дней при комнатной температуре. Hypsibius dujardini можно культивировать непрерывно в течение многих десятилетий и они могут быть подвергнуты криоконсервации. Было признано, что геном этого животного является удобной моделью для исследования эволюции механизмов эмбриогенеза.
Некоторое время считалось, что 6500 из 38000 генов своего генома эти организмы получили от других организмов в процессе горизонтального переноса генов. Это составляет более 17 % генома — самый высокий среди животных процент заимствованных генов. При этом набор доноров полагался очень разнообразным: в составе его генома гены 1300 видов бактерий, 40 видов архей, 91 вида грибов, 45 видов растений и 6 вирусов. Такой высокий процент объяснялся способностью Hypsibius dujardini переносить неблагоприятные условия — якобы когда их тело подвергается высушиванию, ДНК, распадается на крупные фрагменты. Когда экстремальные условия завершаются и их тело наполняется водой, белки восстанавливают повреждённую ДНК. Считалось, что в этот момент в клетку могут попадать фрагменты чужой ДНК, которые встраиваются в геном тихоходки.
Также высказывалось мнение, что причиной выводов о массовом заимствовании чужих генов являлось загрязнение (контаминация) образцов ДНК Hypsibius dujardini чужой бактериальной ДНК в ходе исследований.
Последние исследования показывают, что всего 1,2 % генов тихоходок заимствованы способом горизонтального переноса у других царств живых существ.